# 林屋辰三郎
林屋 辰三郎（はやしや たつさぶろう、1914年4月14日 - 1998年2月11日）は、日本の歴史学者・文化史家。学位は、文学博士（京都大学・論文博士・1961年）。立命館大学教授・京都大学人文科学研究所教授・京都国立博物館長などを歴任。中世史の研究において大きな足跡を残した。

## 経歴
出生から修学期
1914年（大正3年）、石川県金沢市に生まれた。父は茶商を営んでいた四代林屋新兵衛で、四男であったことから生後1年足らずのうちに新兵衛の次兄林屋次三郎の養子となり、生家を離れて東京に移った。
1924年、中国・北京に一家で渡航・居留。2年後の1926年、中学校入学準備のため単身帰国した。慶應義塾幼稚舎に入り、1927年に卒業して慶應義塾普通部に進学。翌1928年、京都に移住し、京都府立京都第一中学校第2学年に編入学した。1931年、 京都第一中学校を卒業し、第三高等学校文科甲類に入学。1935年、第三高等学校文科甲類を卒業。京都帝国大学文学部史学科に入学、日本古代中世史を専攻した。1938年、京都帝国大学文学部を卒業した。卒業論文は『近世初頭に於ける遊藝の研究』であった。同年、同大学同大学院に進学。1941年、在学のまま、京都府寺院重宝調査臨時事務を嘱託された。1943年、京都帝国大学大学院を退学し、京都市史編纂事務嘱託となった。
日本中世史研究者として(戦後)
1945年、日本史研究会の創立を発企し、代表委員となった。1948年、 立命館大学教授兼専門学校教授に任ぜられ、1956年には同文学部長に任命された。
1950年、マルクス主義に基づく「新しい歴史学」の啓蒙活動として紙芝居『祇園祭』を作成。翌1951年には、部落問題研究所が社団法人として認可され、理事となった。同1961年、学位論文『中世芸能成立史の研究』を提出して文学博士の学位を取得。1963年には、芸能史研究会の創立を発企し、代表委員となった。
しかし、1966年に文化厚生会館事件をめぐる対立が起こると、部落問題研究所理事を辞任した。また1969年には、立命館大学紛争により学部長ならびに本職の辞表を提出した。辞任翌年の1970年、京都大学人文科学研究所教授に就いた。1974年からは同研究第8代所長を務めた。1978年、京都大学を定年退職、後に名誉教授となった。
1978年、京都国立博物館館長に就任した。1985年に退官し、1988年10月より高麗美術館 初代館長に就任した。1992年、日本学士院会員に選出された。1998年に死去。

## 研究内容・業績
部落史・地方史・女性史の視点から中世芸能史を実証的に研究し、1961年に「中世芸能成立史の研究」で芸術選奨受賞。部落問題研究所理事、京都国立博物館長などを歴任する一方で、京都市史編纂事業を指導し、『京都の歴史』・『史料 京都の歴史』等の編著を刊行し、各社の＜日本の歴史＞の編集委員を務めた。個人としても、自宅に＜燈心文庫＞と名付けた書庫を持っているほどの、古文書・史料類の収集家だった。岩波新書版の『京都』や、中公文庫版の『日本の歴史 天下一統』は、初版から半世紀近く経ても重版されている。
戦後の京都の歴史学、特に中世史において多くの研究者を育てた。立命館大学では赤井達郎・横井清・守屋毅・川嶋将生・源城政好・下坂守ら、京都大学では村井康彦・戸田芳実・大山喬平・脇田晴子らが著名。

## 家族・親族
- 実父：林屋新兵衞 (1874年石川県～)は、金沢の老舗茶店「林屋」の四代目で、京都宇治の「日本茶精」社長[12]。林屋は江戸時代（1753年）に越中出身の初代新兵衛が金沢で開業し、明治時代には京都宇治木幡に茶園を持ち、北陸各地に支店を構えて販売、三代目新兵衛は加賀棒茶の考案者と言われる[13]。大正時代には林屋一族が出資し林屋製茶合名会社を設立した[14]。日本茶精は、1920年に林屋新兵衛が松方正義の後援により設立した粉末茶の会社で、1924年にはサントリーの指導でレモンティシロップ「レチラップ」を開発、世界初のインスタント紅茶を販売した[15][13]。
- 弟：林屋永吉はスペイン大使を務め、マヤ文明「マヤ神話ポポル・ヴフ」（中央公論社）や＜大航海時代叢書：岩波書店＞の訳者の一員でもあった。
- 叔父：林屋亀次郎は参議院議員、国務大臣を務めた。
- 従弟：林屋晴三はに陶磁器研究家。
- 長女：林家寛子 (1944 - ) の夫は、歴史地理学者で同志社大学名誉教授・武藤直。

## 受賞・栄典
- 1961年：論文『中世芸能史の研究』により芸術選奨文部大臣賞を受賞。
- 1964年：『光悦』により毎日出版文化賞受賞。
- 1979年：紫綬褒章受章。
- 1986年：勲二等瑞宝章受章。
- 1989年：京都府文化賞特別功労賞受賞。
- 1990年：朝日賞受賞[16]。

## 著作
単著
- 『角倉了以とその子』（1944年・星野書店）
- 『日本演劇の環境』（1947年・大八洲出版:古文化叢刊）
- 『かぶきの成立』（1949年・推古書院）
- 『豊臣秀吉 中学生歴史文庫』（1950年・福村書店）
- 『中世文化の基調』（1953年・東京大学出版会）
  - 新版 1982年
- 『祇園会』（1953年・東京大学出版会）
- 『歌舞伎以前』（1954年・岩波新書）
- 『古代国家の解体』（1955年・東京大学出版会）
  - 新版 1983年
- 『南北朝』（1957年・創元社）
  - 朝日文庫 1991年
  - 朝日新書 2017年
- 『中世芸能史の研究』（1960年・岩波書店）
- 『京都』（1962年・岩波新書）
- 『図録茶道史 風流の成立』（1962年・淡交新社）
- 『古典文化の創造』（1964年・東京大学出版会）
  - 新版 1977年
- 『図録茶道史 利休の道統』（1964年・淡交新社）
- 『町衆―京都における「市民」形成史』（1964年・中公新書）
  - 中公文庫 1990年
- 『天下一統』(日本の歴史 12)（1966年・中央公論社）
  - 改版 1974年
  - 中公文庫 2005年
- 『日本：歴史と文化』（1964-67年・平凡社）
- 『寛永鎖国』（1969年・文英堂）
- 『歴史・京都・芸能』（1969年・朝日新聞社）
  - 朝日選書　1978年
- 『日本芸能の世界―民衆文化のあゆみ』（1973年・日本放送出版協会:NHKブックス）
- 『近世伝統文化論』（1974年・創元社）
- 『日本文化の東と西』（1974年・講談社現代新書）
- 『内乱のなかの貴族 南北朝と「園太暦」の世界』（1975年・角川書店:季刊論叢日本文化）
  - 角川選書 1991年
  - 吉川弘文館〈読みなおす日本史〉2015年
- 『中世の開幕』(新書日本史 3)（1976年・講談社現代新書）
- 『角倉素庵』（1978年・朝日新聞社:朝日評伝選）
  - 吉川弘文館〈読みなおす日本史〉2017年
- 『佐々木道誉：南北朝の内乱と太平記の世界』（1979年・平凡社）
  - 平凡社ライブラリー 1995年
- 『日本の古代文化』（1979年・岩波書店）
  - 岩波現代文庫 2006年
- 『人間・故郷・文化』（1980年・朝日新聞社）
- 『西方見聞録』（1984年・筑摩書房）
- 『京の四季―洛中洛外図屏風の人々』（1985年・岩波書店:岩波グラフィックス）
- 『京都文化の座標』（1985年・人文書院）
- 『日本芸能史論』全三巻（1986年・淡交社）
- 『日本史講義』全三巻（1987年・筑摩書店）
- 『日本史論聚』全八巻（1988年・岩波書店）

編集・編著
- 『世界歴史事典』史料編・日本・中世（1955年・平凡社）
- 『日本史図説』（1956年・岩崎書店）
- 『講座日本風俗史』全八巻（1956年・東京大学出版会）
- 『日本歴史大辞典』全20巻・別巻2（1956年・河出書房）
- 『部落史に関する総合的研究』1～4（1956年・部落問題研究所）
- 『中世社会の基本構造』日本史研究会史料研究部会（1958年・御茶ノ水書房）
- 『奈良歴史散歩』（1958年・河出書房）
- 『歴史における芸術と社会』日本史研究会編（1960年・みすず書房）
- 『図説日本庶民生活史』全十二巻（1961年・河出書房）
- 『浮世絵一 師宣―春信』（1961年・講談社）
- 『講座日本文化史』全十二巻（1961年・三一書房）
- 『岩波講座日本歴史』全二三巻（1962年・岩波書店）
- 『芸能史研究』（1963年・芸能史研究会誌）
- 『光悦』（1964年・第一法規出版）
- 『日本史研究序説』（1965年・創元社）
- 『紅と紺と―日本女性史』（1966年・朝日新聞社）
  - 朝日選書 1976年
- 『京都市史』（1968年）
- 『武門の道理』『阿弥と町衆』『わびと黄金』（1969年・学習研究社）
- 『日本の古典芸能』全10巻（1969年・平凡社）
- 『京都の歴史』全10巻（1969年・学芸書林）
- 『図説いけばな大系』（1970年・角川書店）
- 『中世の権力と民衆』（1970年・創元社）
- 『日本の古典芸能五・茶花香』（1970年・平凡社）
- 『日本の茶書』全二巻、横井清・楢林忠男と共編（1972年・平凡社東洋文庫）
- 『古代中世芸術論 日本思想大系』（1973年・岩波書店）
  - 新装版 1995年
- 『京都庶民生活史』全三巻（1973年・講談社現代新書）
- 『京都の記録』全六巻別巻一巻（1974年・時事通信社）
- 『風と流れと』（1974年・朝日新聞社）
- 『歴史の視点』上巻＜全3巻＞（1975年・日本放送出版協会）
- 『江戸時代図誌』（1975年・筑摩書房）
- 『化政文化の研究』(京都大学人文科学研究所報告)（1976年・岩波書店）
- 『講座比較文化』（1976年・研究社）
- 『史料 京都の歴史』（1976年）
- 『桃山』（1976年・京都桃山ライオンズクラブ）
- 『史料大系日本の歴史』全八巻（1977年・大阪書籍）
- 『幕末文化の研究』（1978年・岩波書店）
- 『中世日本の歴史像』（1978年・創元社）
- 『文明開化の研究』京都大学人文科学研究所報告（1979年・岩波書店）
- 『年表日本の歴史』全6巻（1980年・筑摩書房）
- 『兵庫北関入船納帳』（1981年・中央公論美術出版:燈心文庫）
- 『歴史のなかの都市』（1982年・日本放送出版協会）
- 『嵯峨天皇紀』（1985年・旧嵯峨御所大本山 大覚寺）
- 『新修大津市史』全10巻（1987年）
- 『角川茶道大事典』編者代表（1990年・角川書店）
  - 普及版 2002年
- 『石山寺蔵伝法記とその紙背文書』（1991年・法藏館）
- 『日本史研究事典』(日本の歴史・別巻)（1993年・集英社）
- 『民衆生活の日本史』全3巻（1994-97年・思文閣出版）